# Liste der Flughäfen und Flugplätze im Jemen
Die Liste der Flughäfen und Flugplätze im Jemen umfasst die wichtigsten Flughäfen und Flugplätze des Jemens, sortiert nach Orten.

## Flughäfen
Derzeit bediente Flughäfen sind fett hervorgehoben.
| Name des Flughafens            | Ort             | Gouvernement | IATA-Code | ICAO-Code | Anmerkung          |
| ------------------------------ | --------------- | ------------ | --------- | --------- | ------------------ |
| Flugplatz ʿAbs                 | ʿAbs            | Haddscha     | EAB       | OYAB      |                    |
| Flughafen Aden                 | Aden            | ʿAdan        | ADE       | OYAA      |                    |
| Flughafen ʿAtaq                | ʿAtaq           | Schabwa      | AXK       | OYAT      |                    |
| Flugplatz al-Baida’            | al-Baidā'       | al-Baidā'    | BYD       | OYBI      |                    |
| Flughafen Baihan               | Baihan al-Kisab | Schabwa      | BHN       | OYBN      |                    |
| Flugplatz al-Buqʿ              | al-Buqʿ         | Saʿda        | BUK       | OYBQ      |                    |
| Flugplatz ad-Daliʿ             | ad-Dāliʿ        | ad-Dāliʿ     | DHL       | –         |                    |
| Flughafen al-Ghaida            | al-Ghaida       | al-Mahra     | AAY       | OYGD      |                    |
| Flughafen al-Hudaida           | al-Hudaida      | al-Hudaida   | HOD       | OYHD      |                    |
| Flugplatz Kamaran              | Kamaran         | al-Hudaida   | KAM       | OYKM      |                    |
| Flughafen Ma'rib (unvollendet) | Ma'rib          | Ma'rib       | MYN       | OYMB      | Bau wurde gestoppt |
| Flughafen al-Mukalla           | al-Mukalla      | Hadramaut    | RIY       | OYRN      |                    |
| Flugplatz Mukayras             | Mukayras        | al-Baidā'    | UKR       | OYMS      |                    |
| Flugplatz Qischn               | Qischn          | al-Mahra     | IHN       | OYQN      |                    |
| Flughafen Saʿda                | Saʿda           | Saʿda        | SYE       | OYSH      |                    |
| Flugplatz as-Salīf             | as-Salīf        | al-Hudaida   | –         | OYSF      |                    |
| Flughafen Sanaa                | Sanaa           | –            | SAH       | OYSN      |                    |
| Flughafen Sai'ūn               | Sai'ūn          | Hadramaut    | GXF       | OYSY      |                    |
| Flughafen Sokotra              | Sokotra         | Sokotra      | SCT       | OYSQ      |                    |
| Flughafen Taʿizz               | Taʿizz          | Taʿizz       | TAI       | OYTZ      |                    |